# Glio-Twarbo
Glio-Twarbo är ett distrikt i Liberia.   Det ligger i regionen Grand Gedeh County, i den östra delen av landet, 400 km öster om huvudstaden Monrovia.